# 童夢・F105
童夢・F105（どうむ・エフいちまるご）は、童夢が1997年からのF1世界選手権参戦を目指し、テスト用に開発したフォーミュラ1カー。設計は童夢チーフデザイナーの奥明栄。

## 開発の経緯
童夢はオリジナルシャーシのF104で1994年の全日本F3000選手権シリーズチャンピオンを獲得。これを契機に、1995年秋には純国産F1マシンとオール・ジャパン・チームによるF1世界選手権への挑戦を目指す「F1 GP NIPPONの挑戦」プロジェクトを発表し、「F1冒険CLUB」と称して協賛企業16社を募った。
1996年3月18日、東京・青山にてF1プロトタイプシャーシとなるF105の発表会を行った。同年4月5日、童夢F3000チーム監督である松本恵二のドライブにより鈴鹿サーキットでシェイクダウンを敢行。その後、国内各地のサーキットでテスト走行を続け、フォーミュラ・ニッポンのレース会場でデモランも行った。マルコ・アピチェラと中野信治がドライブを担当し、他にも山本勝巳や服部尚貴、黒澤琢弥、脇坂寿一など、フォーミュラ・ニッポンのドライバーが複数起用された。
1996年10月、童夢は1997年からのF1参戦を延期すると発表。F1日本グランプリの2週間後、鈴鹿で服部のドライブにより比較テストを行い、ニュータイヤを履いてのタイムアタックで1分46秒28を記録した。しかし、オイルキャップの緩みから漏れた燃料に引火して走行中止となり、翌年初頭まで修復作業が行われた。
1997年もカウルの空力処理やサスペンションジオメトリーに改良を加えたF105iでテストを継続した。しかし、プロジェクトに対する日本企業の反応は鈍く、童夢も全日本ツーリングカー選手権 (JTCC) や全日本GT選手権 (JGTC) のホンダ車両の開発を請け負っているため、F1マシンの開発に集中できなかった。
童夢社長（当時）の林みのるは、ホンダがフルコンストラクターとしてF1に復帰すると噂されていた状況で、先ず童夢/無限の国産マシンが「先行調査的な参戦を行う」ことを考えていたと後に明かしている。ホンダ側へもその意図を提案したが、1998年1月にホンダがフルワークス体制でのF1参戦を宣言したため成立せず。ホンダのF1復帰が注目される陰で、童夢/無限のプロジェクトは終息に向かい、1998年夏のテストを最後にF105は退役した。童夢はロード/オーバル両方に対応するオリジナルフォーミュラの「ML」を発表する一方、1998年のF1レギュレーション（グルーブドタイヤの導入・全幅の縮小など）に対応した「F106」の構想を語っていたが、実現しなかった。
童夢は自力参戦にこだわらず、F1進出を図る海外の事業家とジョイントして、シャーシを提供するというプランも検討していた。ナイジェリアのマリック・アド・イブラヒム王子や、オランダの投資家グループによるミナルディ買収といった交渉が行われたが、いずれも搭載するエンジンがネックになり実現しなかった。
その後、F105は滋賀県米原市にある童夢の風洞実験施設「風流舎」に保存されていたが、「風流舎」をトヨタ自動車へ売却したことから、2016年の同社本社移転に伴い新本社社屋に移されている。

## 特徴
設計自体は奇抜な所のないオーソドックスなものであり、モノコックは細く高いハイノーズに吊り下げ式のフロントウィングという、当時のF1マシンの流行を押さえている。開発当初はフラットボトムで設計されたが、1995年のレギュレーションにあわせてステップドボトムに変更された。コクピット開口部には、1996年から義務化されたサイドプロテクターを装備していた。ダンパーはショーワ製。
エンジンは1995年のリジェ・JS41に搭載された無限・MF-301H。ギアボックスはX-Trac製のパドル操作式6速セミAT。1998年にはドライブ・バイ・ワイヤを導入した。
カラーリングは全体が白色で、コクピット周りに黄色（1996年）かオレンジ色（1997年）のラインが入る。スポンサーはCW-X（ワコールのスポーツウェア）とセブン-イレブン、家庭教師のトライがついていた。
テストではグッドイヤーのF1タイヤを装着したが、1997年よりF1に参戦するブリヂストンへデータが漏れることを警戒され、最新スペックのタイヤは供給されなかった。
設計主任の奥明栄は「F3000マシンに毛が生えた程度」と表現しながらも、当時のF1の下位チームのマシンよりは出来が良かっただろうと語っている。しかし、レースを完走できるほどの信頼性は不足しており、自己採点では60点の出来と振り返っている。

## スペック
- 全長 4,515 mm
- 全幅 1,995 mm
- 全高 980 mm
- ホイルベース 2,880 mm
- 前トレッド 1,708 mm
- 後トレッド 1,619 mm
- ブレーキキャリパー MMCモノブロックキャリパー（フロント6ポット、リヤ4ポット）
- ブレーキディスク・パッド カーボン製
- ホイール マグネシウム製・フロント11インチ×13インチ、リヤ14インチ×13インチ
- タイヤ グッドイヤー、ブリヂストン
- エンジン 無限ホンダ・MF301H
- 気筒数・角度 V型10気筒・72度
- 排気量 3,000cc
- 燃料タンク 125L
- ギヤボックス 6速+リバースセミAT
- スパークプラグ NGK

## ゲーム化
童夢・F105の開発をテーマとしたプレイステーション向けシミュレーションゲームが発売された。童夢は未来のレーシングカー・デザイナーの育成を目的に協力を行い、実際に開発を行った際の実データが提供されている。
- 『童夢の野望 F1GP NIPPONの挑戦』 - 1996年10月25日発売
- 『童夢の野望2 The Race of Champions』 - 1998年11月19日発売